# Кравчук, Иван Юрьевич
Иван Юрьевич Кравчук (20 января 1909, Стебник, Львовская область — 13 июня 1950) — советский партийный деятель, председатель Дрогобычского облисполкома (1946—1947).

## Биография
Родился в семье малоземельного крестьянина. В 1920 году окончил четырехклассную школу. Работал на керамическом и кирпичном заводах, шахтах в селе Стебнику, четыре года был учеником пекарни Глясса в Дрогобыче. 
С 1925 года — член Коммунистического союза молодёжи Западной Украины. За участие в революционном движении в 1930 году был арестован польскими властями и осуждён на 2 года. В 1932 вступил в КПЗУ.
В 1932 году был избран секретарём ячейки КПЗУ, а в 1933 году — секретарем районного Стебницкого комитета во Львовском воеводстве и членом Дрогобычского окружкома КПЗУ. С 1935 года — секретарь Дрогобычского окружного комитета КПЗУ. В октябре 1935 года был арестован польской полицией и осуждён на 7 лет заключения.
Освобождён в сентябре 1939 года Красной армией. 27 октября 1939 года как депутат Народного Собрания Западной Украины зачитал проект Декларации о государственной власти, единогласно принятый НСЗУ. Был также избран в состав Полномочной комиссии для доклада правительству СССР о решении НСЗУ.
В 1939-1941 годах — заведующий Дрогобычским областным отделом коммунального хозяйства. 
С началом Великой Отечественной войны вступил в РККА. В 1943 году был переброшен через линию фронта и до июня 1944 года находился в советском партизанском соединении Николая Попудренко, был комиссаром партизанского отряда.
В 1944—1946 годах — первый заместитель председателя исполнительного комитета Дрогобычского областного совета депутатов трудящихся. В 1946—1947 годах — председатель исполнительного комитета Дрогобычского областного совета депутатов трудящихся.
С 1947 года — председатель исполнительного комитета Стрыйского городского совета депутатов трудящихся, затем начальник леспромхоза в Дрогобычской области.
Депутат Верховного Совета СССР 1—2-го созывов.

## Награды и звания
Награжден орденом Красной Звезды и медалями.